# Domingos Ribeiro Cirne Peixoto
O doutor Domingos Ribeiro Cirne Peixoto foi um religioso católico português, nascido em Lisboa e residente em Coimbra.
Tirou doutoramento em 1641, na faculdade de teologia da Universidade de Coimbra.
Foi provido chantre de residência em teologia, na Sé de Coimbra, em 12 de outubro de 1643.
Era filho de Lourenço Peixoto Cirne e Maria Sequeira de Vasconcelos.